# جولة نهائيات العالم الكبرى لتنس الطاولة 2016
جولة نهائيات العالم الكبرى لتنس الطاولة 2016 هي المسابقة النهائية في جولة نهائيات العالم الكبرى لتنس الطاولة لعام 2016 وهي جولة عالمية حول تنس الطاولة للاتحاد الدولي لتنس الطاولة. كانت الدورة الحادية والعشرين من المسابقة وعقدت في الفترة من 8 إلى 11 ديسمبر 2016 في الدوحة عاصمة قطر.
ضمت البطولة ست فئات وهي: منافسات فردي الرجال والسيدات وزوجي الرجال والنساء وفرق الرجال والسيدات تحت 21 سنة.

## الأحداث

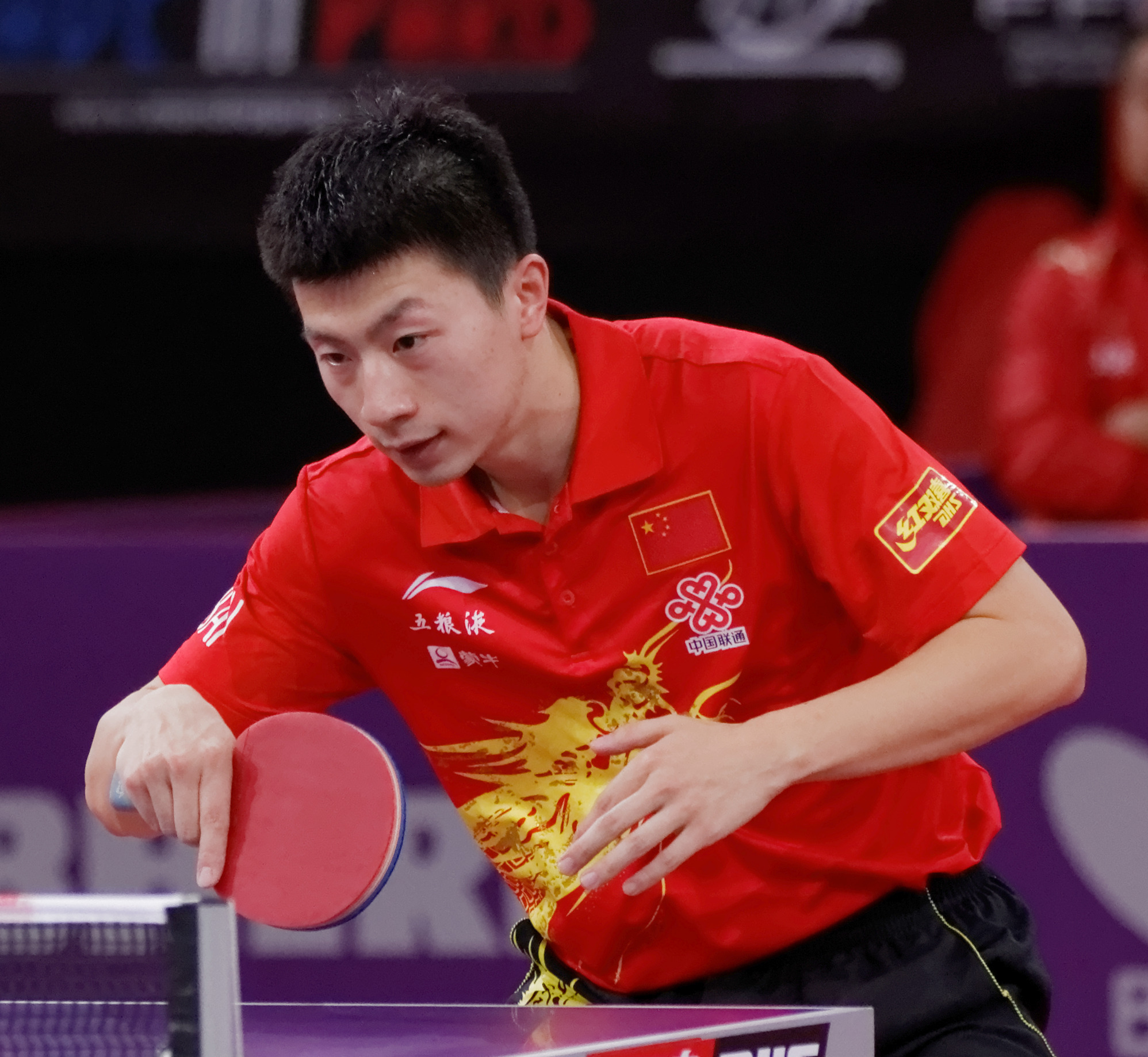
ما لونغ.

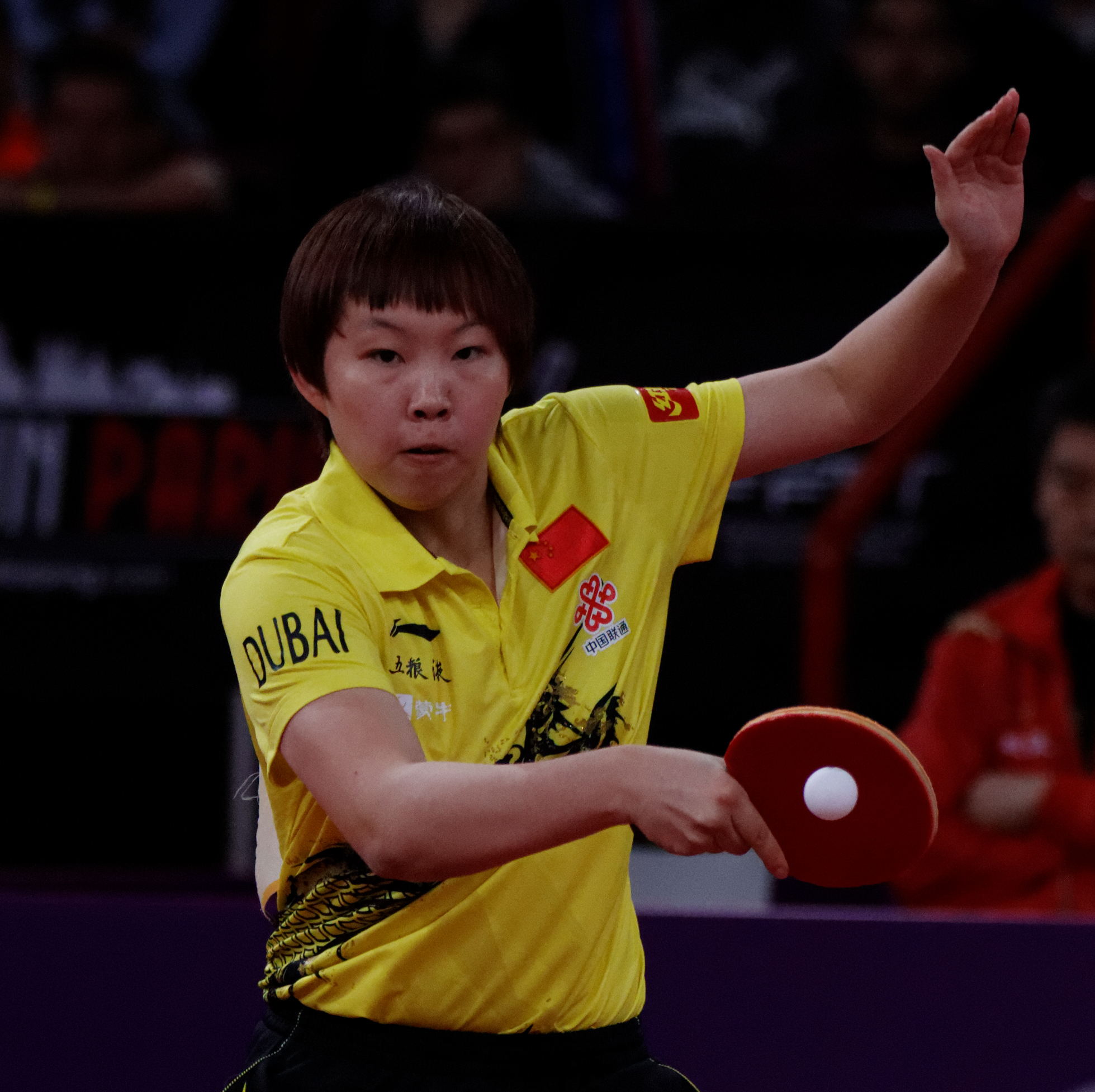
تشو يولينغ.

| الحدث                   | الذهبية                  | الفضية                        | البرونزية                      |
| ----------------------- | ------------------------ | ----------------------------- | ------------------------------ |
| فردي الرجال             | ما لونغ                  | فان تشيندونغ                  | جونغ يونغ سيك                  |
| فردي الرجال             | ما لونغ                  | فان تشيندونغ                  | شو شين                         |
| فردي السيدات            | تشو يولينغ               | هان يينغ                      | مياو هيرانو                    |
| فردي السيدات            | تشو يولينغ               | هان يينغ                      | كاسومي إيشيكاوا                |
| زوجي الرجال             | جونغ يونغ سيك لي سانغ سو | ماساتاكا موريزونو يويا أوشيما | هو كوان كيت تانغ بنغ           |
| زوجي الرجال             | جونغ يونغ سيك لي سانغ سو | ماساتاكا موريزونو يويا أوشيما | أليكسي ليفنتسوف ميخائيل بايكوف |
| زوجي السيدات            | يوي هاماموتو هينا هاياتا | دو هوا كيم لي هو تشينج        | هونوكا هاشيموتو هيتومي ساتو    |
| زوجي السيدات            | يوي هاماموتو هينا هاياتا | دو هوا كيم لي هو تشينج        | جيون جي هي يانغ ها إيون        |
| فردي الرجال تحت 21 سنة  | لياو تشنغ-تينغ           | يوتو موراماتسو                | كان أكوزو                      |
| فردي الرجال تحت 21 سنة  | لياو تشنغ-تينغ           | يوتو موراماتسو                | ميزوكي إيكاوا                  |
| فردي السيدات تحت 21 سنة | هينا هاياتا              | دو هوا كيم                    | يوي هاماموتو                   |
| فردي السيدات تحت 21 سنة | هينا هاياتا              | دو هوا كيم                    | ميو كاتو                       |

## التصفيات
حصل لاعبو الفردي والزوجي على النقاط بناء على أدائهم في 20 حدثًا في جولة نهائيات العالم الكبرى لعام 2016. تمت دعوة أفضل 16 لاعبا فردياً من الرجال والسيدات وأفضل ثمانية زوجي للرجال والسيدات وأفضل ثمانية لاعبين من الرجال والسيدات من الفئة العمرية دون 21 عاماً الذين استوفوا معايير التأهيل للتنافس. استند التصنيف المخصص للبطولة على الترتيب النهائي للجولة وليس الترتيب العالمي الرسمي للاتحاد الدولي لتنس الطاولة.

### الانسحابات
لم يتم إدراج الصيني لي شيون والسنغافوري يو مينجيو في قائمة اللاعبين المؤكدين التي نُشرت في 25 نوفمبر من أجل حدث فردي السيدات على الرغم من انتهاء التصفيات المؤهلة في ترتيب الجولة. في وقت لاحق في 28 نوفمبر تم تعليق لي شيون من المنافسة الدولية من قبل الفريق الصيني. في 1 ديسمبر اضطر الصيني تشانغ جيك الانسحاب من بطولة فردي الرجال بسبب إصابة في القدم.
بعد فوزها في مباراتها بالدور الأول اضطرت حاملة اللقب دينغ نينغ للانسحاب من بطولة فردي السيدات بسبب المرض.

## فردي الرجال

### اللاعبون
1. ما لونغ (البطل)
2. فان تشندونغ (الوصيف)
3. شو شين (النصف النهائي)
4. جون ميزوتاني (الدور الأول)
5. تشوانغ تشيه يوان (الربع النهائي)
6. فلاديمير سامسونوف (الدور الأول)
7. وونغ تشون تينغ (الربع النهائي)
8. ديمتري أوفتشاروف (الربع النهائي)
9. كنتا ماتسودايرا (الدور الأول)
10. يوتو موراماتسو (الربع النهائي)
11. تشن شين آن (الدور الأول)
12. جونغ يونغ سيك (النصف النهائي)
13. يويا أوشيما (الدور الأول)
14. تانغ بنغ (الدور الأول)
15. كوكي نيوا (الدور الأول)
16. لى بينغ (الدور الأول)

## فردي السيدات

### اللاعبات
1. دينغ نينغ (الربع النهائي)
2. كاسومي إيشيكاوا (النصف النهائي)
3. تشو يولينغ (البطل)
4. فنغ تيانوي (الدور الأول)
5. تاي يانا (الربع النهائي)
6. تشنغ آي تشينج (الربع النهائي)
7. ميما إيتو (الدور الأول)
8. يانغ ها إيون (الربع النهائي)
9. يوكا إشيغاكي (الدور الأول)
10. مياو هيرانو (النصف النهائي)
11. هان يينغ (الوصيف)
12. لي هو تشينغ (الدور الأول)
13. شان شياو (الدور الأول)
14. هينا هاياتا (الدور الأول)
15. سيو هيو وون (الدور الأول)
16. هيتومي ساتو (الدور الأول)

## زوجي الرجال

### اللاعبون
1. ماساتاكا موريزونو / يويا أوشيما (الوصيف)
2. جونغ يونغ سيك / لي سانغ سو (البطل)
3. أليكسي ليفنتسوف / ميخائيل بايكوف (النصف النهائي)
4. تشوانغ تشيه يوان / هوانغ شنغ شنغ (الربع النهائي)
5. هو كوان كيت / تانغ بنغ (النصف النهائي)
6. كوكي نيوا / ماهارو يوشيمورا (الربع النهائي)
7. روبن ديفوس / سيدريك نويتينك (الربع النهائي)
8. أنطوان هاشار / رومان رويز (الربع النهائي)

## زوجي السيدات

### اللاعبات
1. جيون جي هي / يانغ ها إيون (النصف النهائي)
2. هونوكا هاشيموتو / هيتومي ساتو (النصف النهائي)
3. ماريا دولغيخ / بولينا ميخائيلوفا (الربع النهائي)
4. تشنغ آي تشينج / هوانغ يي هوا (الربع النهائي)
5. دو هوا كيم / لي هو تشينغ (الوصيف)
6. شان شياونا / بيتريسا سوليا (الربع النهائي)
7. يوي هاماموتو / هينا هاياتا (البطل)
8. دورا ماداراش / شاندرا بيرغل (الربع النهائي)